# Uvarovitettix transsylvanicus
Uvarovitettix transsylvanicus is een rechtvleugelig insect uit de familie doornsprinkhanen (Tetrigidae). De wetenschappelijke naam van deze soort is voor het eerst geldig gepubliceerd in 1960 door Bazyluk & Kis.